# Zabrops
Zabrops is een vliegengeslacht uit de familie van de roofvliegen (Asilidae).

## Soorten
- Z. flavipilis (Jones, 1907)
- Z. janiceae Fisher, 1977
- Z. tagax (Williston, 1883)
- Z. thologaster Fisher, 1977
- Z. wilcoxi Fisher, 1977